# UCI Asia Tour 2010
L'UCI Asia Tour 2010 fu la sesta edizione dell'UCI Asia Tour, uno dei cinque circuiti continentali di ciclismo dell'Unione Ciclistica Internazionale. È composto da trentacinque corse, ridotte poi a trentaquattro effettive, che si svolsero tra ottobre 2009 e settembre 2010 in Asia, più le gare dei campionati asiatici di ciclismo su strada.

## Calendario

### Ottobre 2009
| Data  | Prova                            | Cat. | Vincitore            | Squadra                   |
| ----- | -------------------------------- | ---- | -------------------- | ------------------------- |
| 4-10  | Tour of Milad du Nour            | 2.2  | Mahdi Sohrabi        | Tabriz Petrochemical Team |
| 15-20 | Azerbaijan International Tour    | 2.2  | Ahad Kazemi Sarai    | Tabriz Petrochemical Team |
| 25    | Japan Cup Cycle Road Race (2009) | 1.HC | Chris Anker Sørensen | Team Saxo Bank            |

### Novembre 2009
| Data  | Prova                            | Cat. | Vincitore         | Squadra                   |
| ----- | -------------------------------- | ---- | ----------------- | ------------------------- |
| 7-8   | Tour de Okinawa                  | 2.2  | Kenji Itami       | Team Bridgestone Anchor   |
| 8     | Tour de Séoul                    | 1.2  | Ho Sung Cho       | Seoul Cycling             |
| 11-19 | Tour of Hainan                   | 2.1  | Francisco Ventoso | Carmiooro-A-Style         |
| 15    | Kumamoto International Road Race | 2.2  | Yasuharu Nakajima | Giappone                  |
| 22-4  | Tour d'Indonesia                 | 2.2  | Mahdi Sohrabi     | Tabriz Petrochemical Team |

### Gennaio
| Data | Prova              | Cat. | Vincitore         | Squadra |
| ---- | ------------------ | ---- | ----------------- | ------- |
| 22   | Vice President Cup | 1.2  | Mouhcine Lahsaini |         |
| 23   | Emirates Cup       | 1.2  | Malcolm Lange     |         |

### Febbraio
| Data  | Prova            | Cat. | Vincitore         | Squadra                      |
| ----- | ---------------- | ---- | ----------------- | ---------------------------- |
| 6-10  | Kerman Tour      | 2.2  | Amir Zargari      | Azad University Iran         |
| 7-12  | Tour of Qatar    | 2.1  | Wouter Mol        | Vacansoleil Pro Cycling Team |
| 14-19 | Tour of Oman     | 2.1  | Fabian Cancellara | Team Saxo Bank               |
| 21    | Mumbai Cyclothon | 1.2  | Juan José Haedo   | Team Saxo Bank               |

### Marzo
| Data  | Prova            | Cat. | Vincitore    | Squadra                |
| ----- | ---------------- | ---- | ------------ | ---------------------- |
| 1-7   | Tour de Langkawi | 2.HC | José Rujano  | ISD-Neri               |
| 14-20 | Tour de Taïwan   | 2.2  | David McCann | Giant Asia Racing Team |
| 27-29 | Tour d'Inde      | 2.2  | Annullato    |                        |

### Aprile
| Data  | Prova                                                | Cat. | Vincitore        | Squadra                        |
| ----- | ---------------------------------------------------- | ---- | ---------------- | ------------------------------ |
| 1-6   | Princess Mamackakri Sirindhon's Cup Tour of Thailand | 2.2  | Kiel Reijnen     | Jelly Belly presented by Kenda |
| 10    | Campionati asiatici - Cronometro                     | CC   | Andrej Mizurov   | Kazakistan                     |
| 12    | Campionati asiatici - In linea                       | CC   | Mahdi Sohrabi    | Iran                           |
| 17-20 | Tour of the Philippines                              | 2.2  | David McCann     | Giant Asia Racing Team         |
| 23-2  | Tour de Korea                                        | 2.2  | Michael Friedman | Jelly Belly presented by Kenda |
| 24-25 | Melaka Governor Cup                                  | 2.2  | David McCann     | Giant Asia Racing Team         |
| 27-1  | Jelajah Malaysia                                     | 2.2  | Mark O'Brien     | Letua Cycling Team             |

### Maggio
| Data  | Prova                         | Cat. | Vincitore         | Squadra                   |
| ----- | ----------------------------- | ---- | ----------------- | ------------------------- |
| 3-8   | Azerbaijan International Tour | 2.2  | Ghader Mizbani    | Tabriz Petrochemical Team |
| 11-15 | International Presidency Tour | 2.2  | Hossein Askari    | Tabriz Petrochemical Team |
| 16-23 | Tour of Japan                 | 2.2  | Cristiano Salerno | De Rosa-Stac Plastic      |
| 27-30 | Tour de Kumano                | 2.2  | Andrej Mizurov    | Tabriz Petrochemical Team |

### Giugno
| Data  | Prova                   | Cat. | Vincitore        | Squadra                   |
| ----- | ----------------------- | ---- | ---------------- | ------------------------- |
| 1-5   | Tour de Singkarak       | 2.2  | Ghader Mizbani   | Tabriz Petrochemical Team |
| 13    | Polygon Tour de Jakarta | 1.2  | Matnur Matnur    |                           |
| 18-20 | Tour of East Java       | 2.2  | Hossein Alizadeh | Tabriz Petrochemical Team |

### Luglio
| Data  | Prova                | Cat. | Vincitore       | Squadra                   |
| ----- | -------------------- | ---- | --------------- | ------------------------- |
| 7-11  | Milad De Nour Tour   | 2.2  | Ramin Mehrabani | Azad University Iran      |
| 16-25 | Tour of Qinghai Lake | 2.HC | Hossein Askari  | Tabriz Petrochemical Team |

### Agosto
| Data | Prova         | Cat. | Vincitore   | Squadra |
| ---- | ------------- | ---- | ----------- | ------- |
| 29   | Tour de Delhi | 1.2  | Arran Brown |         |

### Settembre
| Data  | Prova            | Cat. | Vincitore        | Squadra                   |
| ----- | ---------------- | ---- | ---------------- | ------------------------- |
| 10-20 | Tour of China    | 2.2  | Dirk Müller      | Team Nutrixxion Sparkasse |
| 16-20 | Tour de Hokkaido | 2.2  | Miyataka Shimizu | Bridgestone Anchor        |

## Classifiche
Aggiornate al 25 settembre 2010.
| Pos. | Corridore         | Squadra      | Punti  |
| ---- | ----------------- | ------------ | ------ |
| 1    | Mahdi Sohrabi     | Tabriz Petr. | 466,66 |
| 2    | Hossein Askari    | Tabriz Petr. | 438,33 |
| 3    | Ghader Mizbani    | Tabriz Petr. | 313,33 |
| 4    | David McCann      | Giant Asia   | 298,66 |
| 5    | Boris Špilevskij  | Katusha C.   | 246    |
| 6    | Amir Zargari      | Azad Univ.   | 224,33 |
| 7    | Takashi Miyazawa  | Team Nippo   | 209    |
| 8    | Francisco Ventoso | Carmiooro    | 195    |
| 9    | Andrej Mizurov    | Tabriz Petr. | 191,66 |
| 10   | Radoslav Rogina   | Loborika     | 146    |

| Pos. | Squadra                   | Punti   |
| ---- | ------------------------- | ------- |
| 1    | Tabriz Petrochemical Team | 1 983,3 |
| 2    | Azad University Iran      | 651,98  |
| 3    | Giant Asia Racing Team    | 507,97  |
| 4    | Team Nippo                | 357     |
| 5    | Jelly Belly p/b Kenda     | 218     |
| 6    | Team Nutrixxion Sparkasse | 212     |
| 7    | Seoul Cycling             | 205     |
| 8    | Carmiooro-N.G.C.          | 195     |
| 9    | Bridgestone Anchor        | 192     |
| 10   | Geumsan Ginseng Asia      | 189     |

| Pos. | Nazione       | Punti    |
| ---- | ------------- | -------- |
| 1    | Iran          | 2 017,96 |
| 2    | Giappone      | 995      |
| 3    | Kazakistan    | 667,36   |
| 4    | Corea del Sud | 332      |
| 5    | Hong Kong     | 231      |
| 6    | Uzbekistan    | 230,2    |
| 7    | Indonesia     | 207      |
| 8    | Malaysia      | 203      |
| 9    | Kirghizistan  | 191,66   |
| 10   | Mongolia      | 141      |